# Maison du Cheval Blanc
La Maison du Cheval Blanc est une ferme du XVIIIe siècle, inscrit aux monuments historiques français sur la commune du Bélieu dans le département du Doubs en France.

## Histoire
La maison est datée de 1776. Après avoir été agrandie en plusieurs fois au XIXe siècle, la ferme a abrité une auberge-cabaret entre 1839 et 1896. Par arrêté du 13 avril 1992, la ferme est inscrite au titre des monuments historiques. L'inscription porte sur la ferme elle-même incluant le tué, la plaque de cheminée, les lambris intérieurs et l'ensemble des installations agricoles ainsi que la citerne.

## Localisation
La maison est située au centre du village du Bélieu.